# Taean-eup
Taean-eup (koreanska: 태안읍) är en köping i provinsen Södra Chungcheong i den västra delen av Sydkorea, 110 km sydväst om huvudstaden Seoul. Det är den största orten tillika administrativ huvudort i kommunen Taean-gun.